# Stolní tenis na Letních olympijských hrách 1988
Soutěže ve stolním tenise na Letních olympijských hrách 1988 se konaly v Soulu.

## Přehled medailí
| Pořadí | Země        | Zlato | Stříbro | Bronz | Celkově |
| ------ | ----------- | ----- | ------- | ----- | ------- |
| 1.     | Čína        | 2     | 2       | 1     | 5       |
| 2.     | Jižní Korea | 2     | 1       | 1     | 4       |
| 3.     | Jugoslávie  | 0     | 1       | 1     | 2       |
| 4.     | Švédsko     | 0     | 0       | 1     | 1       |
| Celkem | Celkem      | 4     | 4       | 8     | 16      |

## Medailisté
| Soutěž       | Zlato                                               | Stříbro                                               | Bronz                                                |
| ------------ | --------------------------------------------------- | ----------------------------------------------------- | ---------------------------------------------------- |
| Dvouhra muži | Yoo Nam-Kyu · Jižní Korea (KOR)                     | Kim Ki-Taik · Jižní Korea (KOR)                       | Erik Lindh · Švédsko (SWE)                           |
| Čtyřhra muži | Chen Longcan · a Wei Qingguang · Čína (CHN)         | Ilija Lupulesku · a Zoran Primorac · Jugoslávie (YUG) | Ahn Jae-Hyung · a Yoo Nam-Kyu · Jižní Korea (KOR)    |
| Dvouhra žen  | Chen Jing · Čína (CHN)                              | Li Huifen · Čína (CHN)                                | Jiao Zhimin · Čína (CHN)                             |
| Čtyřhra žen  | Hjon Čong-hwa · a Yang Young-Ja · Jižní Korea (KOR) | Chen Jing · a Jiao Zhimin · Čína (CHN)                | Jasna Fazlić · a Gordana Perkučin · Jugoslávie (YUG) |